# Barbella turgida
Barbella turgida är en bladmossart som beskrevs av Noguchi in H. Hara 1966. Barbella turgida ingår i släktet Barbella och familjen Meteoriaceae. Inga underarter finns listade i Catalogue of Life.